# Deux Corniauds au Far West
Pour les articles homonymes, voir Corniaud.
Pour plus de détails, voir Fiche technique et Distribution.
Deux Corniauds au Far West (titre original : Due mafiosi nel Far West) est un western spaghetti burlesque hispano-italien réalisé par Giorgio Simonelli, sorti en 1964.

## Synopsis
À la fin du XIXe siècle, les Siciliens Franco et Ciccio purgent une peine de 20 ans de prison pour le vol de deux mules. Ils ont bientôt l'occasion de s'évader grâce à un Américain qui prétend être un ami de leurs grands-parents, tués au Texas par des bandits qui voulaient s'emparer de leur mine d'or. Les deux amis se rendent en Amérique pour prendre possession de la mine d'or, mais ils se rendent rapidement compte que d'autres personnes s'en sont déjà emparées.

## Fiche technique
- Titre original italien : Due mafiosi nel Far West[1]
- Titre français : Deux Corniauds au Far West ou Deux Mafiosi au Far West[2]
- Réalisateur : Giorgio Simonelli
- Scénario : Marcello Ciorciolini, Giorgio Simonelli
- Photographie : Juan Julio Baena Alvarez
- Montage : Franco Fraticelli
- Musique : Giorgio Fabor (it)
- Effets spéciaux : Eros Baciucchi
- Décors : Amedeo Mellone
- Costumes : Carlo Simi
- Producteurs : Edmondo Amati, Maurizio Amati, Eduardo Ducay, Joaquín Gurruchaga, Leonardo Martin
- Sociétés de production : Fida Cinematografica, Epoca Films
- Pays de production :  Italie •  Espagne
- Langue originale : italien
- Format : Couleur par Eastmancolor - Son mono - 35 mm
- Durée : 100 minutes
- Genre : Comédie, Film burlesque, Western spaghetti
- Dates de sortie :
  - Italie : 30 juin 1964
  - France : 15 avril 1966[2]

## Distribution
- Franco Franchi : Franco Capone / le grand-père Franco / Francuzza
- Ciccio Ingrassia : Ciccio Capone / le grand-père de Ciccio / Ciccia
- Aroldo Tieri : Ramirez
- Hélène Chanel : Betty Blanc
- Fernando Sancho : Rio
- Ana Casares : Mary Simpson
- Aldo Giuffré : l'avocat de la défense
- Adriano Micantoni : Ramon
- Luis Peña : Juge Williams
- Félix Dafauce : le croque-mort
- Alfredo Rizzo : Colonel Peabody
- Vittorio Bonos : Main jaune
- Ignazio Spalla : un bandit avec Rio
- José Torres : Pablito
- Giovanni Vari : un juge
- Stelio Tanzini : le borgne
- Loretta Gagliardini : Maria
- Vincenzo Falanga : un autre juge
- Tony Dimitri : Jesse James
- Olimpia Cavalli : Calamity Jane
- Lanfranco Ceccarelli : un prisonnier
- Enzo Andronico : le procureur de la République
- Edith Peters : la négresse du saloon

## À noter
- Le faux village situé aux environs de Madrid pour représenter l'Ouest américain est le même que celui utilisé dans le film de Mario Bava Arizona Bill tourné la même année[3].